# بتلفیلد
بتلفیلد یا میدان نبرد (به انگلیسی: Battlefield) یک مجموعه بازی ویدئویی در سبک تیراندازی اول شخص است که توسط کمپانی الکترونیک آرتس منتشر می‌شود. میدان نبرد در پلت‌فرم‌های مایکروسافت ویندوز، اواس ده، پلی‌استیشن ۲، ایکس‌باکس، اکس‌باکس ۳۶۰، پلی‌استیشن ۳، پلی‌استیشن ۴، و اکس‌باکس وان منتشر شده‌است.

## بازی‌ها
| سال انتشار                                                          | موتور گرافیکی | عنوان                                         | سکوها  | سکوها  | سکوها  | سکوها   | سکوها  | سکوها  | سکوها  | سکوها  | سکوها  | سکوها       |
| ------------------------------------------------------------------- | ------------- | --------------------------------------------- | ------ | ------ | ------ | ------- | ------ | ------ | ------ | ------ | ------ | ----------- |
| سال انتشار                                                          | موتور گرافیکی | عنوان                                         | ویندوز | مک‌اواس | پی‌اس ۲ | اکس‌باکس | اکس۳۶۰ | پی‌اس ۳ | پی‌اس ۴ | اکس‌وان | پی‌اس ۵ | سری اکس‌باکس |
| ۲۰۰۲                                                                | رفرکتور ۱     | بتلفیلد ۱۹۴۲                                  | آری    | آری    | نه     | نه      | نه     | نه     | نه     | نه     | نه     | نه          |
| ۲۰۰۳                                                                | رفرکتور ۱     | ■ بتلفیلد ۱۹۴۲: جاده روم                      | آری    | آری    | نه     | نه      | نه     | نه     | نه     | نه     | نه     | نه          |
| ۲۰۰۳                                                                | رفرکتور ۱     | ■ بتلفیلد ۱۹۴۲: سلاح‌های محرمانه جنگ جهانی دوم | آری    | آری    | نه     | نه      | نه     | نه     | نه     | نه     | نه     | نه          |
| ۲۰۰۴                                                                | رفرکتور ۱     | بتلفیلد ویتنام                                | آری    | نه     | نه     | نه      | نه     | نه     | نه     | نه     | نه     | نه          |
| ۲۰۰۵                                                                | رندر ویر      | بتلفیلد ۲: مادرن کامبت                        | نه     | نه     | آری    | آری     | نه     | آری    | نه     | نه     | نه     | نه          |
| ۲۰۰۵                                                                | رفرکتور ۲     | بتلفیلد ۲                                     | آری    | نه     | نه     | نه      | نه     | نه     | نه     | نه     | نه     | نه          |
| ۲۰۰۵                                                                | رفرکتور ۲     | ■ بتلفیلد ۲: نیروهای ویژه                     | آری    | نه     | نه     | نه      | نه     | نه     | نه     | نه     | نه     | نه          |
| ۲۰۰۶                                                                | رفرکتور ۲     | ■ بتلفیلد ۲: نیروهای غربی                     | آری    | نه     | نه     | نه      | نه     | نه     | نه     | نه     | نه     | نه          |
| ۲۰۰۶                                                                | رفرکتور ۲     | ■ بتلفیلد ۲: خشم زره‌پوش                       | آری    | نه     | نه     | نه      | نه     | نه     | نه     | نه     | نه     | نه          |
| ۲۰۰۶                                                                | رفرکتور ۲     | بتلفیلد ۲۱۴۲                                  | آری    | آری    | نه     | نه      | نه     | نه     | نه     | نه     | نه     | نه          |
| ۲۰۰۷                                                                | رفرکتور ۲     | ■ بتلفیلد ۲۱۴۲: اعتصاب شمالی                  | آری    | آری    | نه     | نه      | نه     | نه     | نه     | نه     | نه     | نه          |
| ۲۰۰۸                                                                | فراست بایت ۱  | بتلفیلد: جوخه بی‌انضباط                        | نه     | نه     | نه     | نه      | آری    | آری    | نه     | نه     | نه     | نه          |
| ۲۰۰۹                                                                | رفرکتور ۲     | بتلفیلد هیروز                                 | آری    | نه     | نه     | نه      | نه     | نه     | نه     | نه     | نه     | نه          |
| ۲۰۰۹                                                                | فراست‌بایت ۱٫۵ | بتلفیلد ۱۹۴۳                                  | نه     | نه     | نه     | نه      | آری    | آری    | نه     | نه     | نه     | نه          |
| ۲۰۱۰                                                                | فراست‌بایت ۱٫۵ | بتلفیلد: جوخه بی انضباط ۲                     | آری    | نه     | نه     | نه      | آری    | آری    | نه     | نه     | نه     | نه          |
| ۲۰۱۰                                                                | فراست‌بایت ۱٫۵ | ■ بتلفیلد: جوخه بی‌انضباط ۲: ویتنام            | آری    | نه     | نه     | نه      | آری    | آری    | نه     | نه     | نه     | نه          |
| ۲۰۱۰                                                                | رفرکتور ۲     | بتلفیلد آنلاین                                | آری    | نه     | نه     | نه      | نه     | نه     | نه     | نه     | نه     | نه          |
| ۲۰۱۱                                                                | رفرکتور ۲     | بتلفیلد بازی ۴ رایگان                         | آری    | نه     | نه     | نه      | نه     | نه     | نه     | نه     | نه     | نه          |
| ۲۰۱۱                                                                | فراست‌بایت ۲   | بتلفیلد ۳                                     | آری    | نه     | نه     | نه      | آری    | آری    | نه     | نه     | نه     | نه          |
| ۲۰۱۱                                                                | فراست‌بایت ۲   | ■ بتلفیلد ۳: بازگشت به کارکاند                | آری    | نه     | نه     | نه      | آری    | آری    | نه     | نه     | نه     | نه          |
| ۲۰۱۲                                                                | فراست‌بایت ۲   | ■ بتلفیلد ۳: یک چهارم پایانی                  | آری    | نه     | نه     | نه      | آری    | آری    | نه     | نه     | نه     | نه          |
| ۲۰۱۲                                                                | فراست‌بایت ۲   | ■ بتلفیلد ۳: مرگ زره‌پوش                       | آری    | نه     | نه     | نه      | آری    | آری    | نه     | نه     | نه     | نه          |
| ۲۰۱۲                                                                | فراست‌بایت ۲   | ■ بتلفیلد ۳: عواقب بعدی                       | آری    | نه     | نه     | نه      | آری    | آری    | نه     | نه     | نه     | نه          |
| ۲۰۱۳                                                                | فراست‌بایت ۲   | ■ بتلفیلد ۳: پایان بازی                       | آری    | نه     | نه     | نه      | آری    | آری    | نه     | نه     | نه     | نه          |
| ۲۰۱۳                                                                | فراست‌بایت ۳   | بتلفیلد ۴                                     | آری    | نه     | نه     | نه      | آری    | آری    | آری    | آری    | نه     | نه          |
| ۲۰۱۳                                                                | فراست‌بایت ۳   | ■ بتلفیلد ۴: قیام چین                         | آری    | نه     | نه     | نه      | آری    | آری    | آری    | آری    | نه     | نه          |
| ۲۰۱۴/۲۰۱۳                                                           | فراست‌بایت ۳   | ■ بتلفیلد ۴: هجوم دوباره                      | آری    | نه     | نه     | نه      | آری    | آری    | آری    | آری    | نه     | نه          |
| ۲۰۱۴                                                                | فراست‌بایت ۳   | ■ بتلفیلد ۴: حمله دریایی                      | آری    | نه     | نه     | نه      | آری    | آری    | آری    | آری    | نه     | نه          |
| ۲۰۱۴                                                                | فراست‌بایت ۳   | ■ بتلفیلد ۴: دندان اژدها                      | آری    | نه     | نه     | نه      | آری    | آری    | آری    | آری    | نه     | نه          |
| ۲۰۱۴                                                                | فراست‌بایت ۳   | ■ بتلفیلد ۴: آخرین ایستادگی                   | آری    | نه     | نه     | نه      | آری    | آری    | آری    | آری    | نه     | نه          |
| ۲۰۱۵                                                                | فراست‌بایت ۳   | ■ بتلفیلد ۴: جعبه اسلحه                       | آری    | نه     | نه     | نه      | آری    | آری    | آری    | آری    | نه     | نه          |
| ۲۰۱۵                                                                | فراست‌بایت ۳   | ■ بتلفیلد ۴: عملیات شب                        | آری    | نه     | نه     | نه      | آری    | آری    | آری    | آری    | نه     | نه          |
| ۲۰۱۵                                                                | فراست‌بایت ۳   | ■ بتلفیلد ۴: عملیات اجتماع                    | آری    | نه     | نه     | نه      | آری    | آری    | آری    | آری    | نه     | نه          |
| ۲۰۱۵                                                                | فراست‌بایت ۳   | ■ بتلفیلد ۴:عملیات میراث                      | آری    | نه     | نه     | نه      | آری    | آری    | نه     | نه     | نه     | نه          |
| ۲۰۱۵                                                                | فراست‌بایت ۳   | بتلفیلد هاردلاین                              | آری    | نه     | نه     | نه      | آری    | آری    | آری    | آری    | نه     | نه          |
| ۲۰۱۵                                                                | فراست‌بایت ۳   | ■ بتلفیلد هاردلاین: فعالیت جنایی              | آری    | نه     | نه     | نه      | آری    | آری    | آری    | آری    | نه     | نه          |
| ۲۰۱۵                                                                | فراست‌بایت ۳   | ■ بتلفیلد هاردلاین: سرقت                      | آری    | نه     | نه     | نه      | آری    | آری    | آری    | آری    | نه     | نه          |
| ۲۰۱۵                                                                | فراست‌بایت ۳   | ■ بتلفیلد هاردلاین: خاموشی                    | آری    | نه     | نه     | نه      | آری    | آری    | آری    | آری    | نه     | نه          |
| ۲۰۱۶                                                                | فراست‌بایت ۳   | ■ بتلفیلد هاردلاین: گریز                      | آری    | نه     | نه     | نه      | آری    | آری    | آری    | آری    | نه     | نه          |
| ۲۰۱۶                                                                | فراست‌بایت ۳   | ■ بتلفیلد هاردلاین: خیانت                     | آری    | نه     | نه     | نه      | آری    | آری    | آری    | آری    | نه     | نه          |
| ۲۰۱۶                                                                | فراست‌بایت ۳   | بتلفیلد ۱                                     | آری    | نه     | نه     | نه      | نه     | نه     | آری    | آری    | نه     | نه          |
| ۲۰۱۷                                                                | فراست‌بایت ۳   | ■ بتلفیلد ۱: آنها نمی‌گذرند                    | آری    | نه     | نه     | نه      | نه     | نه     | آری    | آری    | نه     | نه          |
| ۲۰۱۷                                                                | فراست‌بایت ۳   | ■ بتلفیلد ۱: به نام تزار                      | آری    | نه     | نه     | نه      | نه     | نه     | آری    | آری    | نه     | نه          |
| ۲۰۱۷                                                                | فراست‌بایت ۳   | ■ بتلفیلد ۱: جزر و مد                         | آری    | نه     | نه     | نه      | نه     | نه     | آری    | آری    | نه     | نه          |
| ۲۰۱۸                                                                | فراست‌بایت ۳   | ■ بتلفیلد ۱: آخرالزمان                        | آری    | نه     | نه     | نه      | نه     | نه     | آری    | آری    | نه     | نه          |
| ۲۰۱۸                                                                | فراست‌بایت ۳   | بتلفیلد ۵                                     | آری    | نه     | نه     | نه      | نه     | نه     | آری    | آری    | نه     | نه          |
| ۲۰۱۸                                                                | فراست‌بایت ۳   | ■ بتلفیلد ۵: سرقت                             | آری    | نه     | نه     | نه      | نه     | نه     | آری    | آری    | نه     | نه          |
| ۲۰۱۸                                                                | فراست‌بایت ۳   | ■ بتلفیلد ۵: ضربه رعد و برق                   | آری    | نه     | نه     | نه      | نه     | نه     | آری    | آری    | نه     | نه          |
| ۲۰۱۹                                                                | فراست‌بایت ۳   | ■ بتلفیلد ۵: محاکمه با آتش                    | آری    | نه     | نه     | نه      | نه     | نه     | آری    | آری    | نه     | نه          |
| ۲۰۱۹                                                                | فراست‌بایت ۳   | ■ بتلفیلد ۵: سرپیچی از شانس                   | آری    | نه     | نه     | نه      | نه     | نه     | آری    | آری    | نه     | نه          |
| ۲۰۱۹                                                                | فراست‌بایت ۳   | ■ بتلفیلد ۵: جنگ در صلح                       | آری    | نه     | نه     | نه      | نه     | نه     | آری    | آری    | نه     | نه          |
| ۲۰۲۰                                                                | فراست‌بایت ۳   | ■ بتلفیلد ۵: ورود به جنگل                     | آری    | نه     | نه     | نه      | نه     | نه     | آری    | آری    | نه     | نه          |
| ۲۰۲۱                                                                | فراست‌بایت ۳   | بتلفیلد ۲۰۴۲                                  | آری    | نه     | نه     | نه      | نه     | نه     | آری    | آری    | آری    | آری         |
| یادداشت: ■ محتوای قابل دانلود بازی در کنار عنوان علامت‌گذاری شده‌اند. |               |                                               |        |        |        |         |        |        |        |        |        |             |